# Stictopisthus hiemalis
Stictopisthus hiemalis är en stekelart som beskrevs av Dasch 1974. Stictopisthus hiemalis ingår i släktet Stictopisthus och familjen brokparasitsteklar. Inga underarter finns listade i Catalogue of Life.